# Johann Wilhelm Kals
Johann Wilhelm Kals (* 11. Oktober 1700 in Düren; † 21. Februar 1781 in Maastricht begraben) war ein reformierter Theologe.

## Leben
Kals wuchs als Sohn einer der reformierten Gemeinde angehörigen Familie in Düren auf. Die Protestanten bildeten nur eine kleine Minderheit im vom Katholizismus geprägten Düren. Da die reformierten kein eigenes Gymnasium besaßen, besuchte Kals das von Jesuiten geleitete Gymnasium. Von 1722 bis 1728 studierte er in Utrecht Theologie. 
Im Jahre 1731 zog er mit seiner Ehefrau Anna Twisker nach Suriname, eine damals niederländische Kolonie. Dort arbeitete er als Prediger für die niederländisch-reformierte Handelskirche. Nach dem Vorbild des hl. Franz Xaver wollte er dort missionieren, also die Heiden zum Christentum bekehren. In Suriname setzte er sich auch gegen die Sklaverei ein. Nach zwei Jahren schickte man ihn zurück in die Niederlande. 
Dort diente er von 1731 bis 1740 in Stevensweert. Bei Albertus Schultens in Leiden studierte er orientalische Sprachen. Das Studium setzte er in Oxford fort. Dort war er zeitweise auch Dozent. 1753 war er in Bremen, wo er zwei hebräische Studienbücher veröffentlichte.
Da er in Deutschland keine Dauerstellung finden konnte, wanderte er nach Nordamerika aus, und zwar nach Pennsylvania. Dort arbeitete er ab 1758 als Prediger für die deutschen Emigranten. Danach wirkte er in Amwell, New York, Reading und Germantown. Zeitweise war er auch als Hebräischlehrer tätig. Im Jahre 1774 kehrte er nach Amsterdam zurück. Ein Jahr später besuchte er seine Geburtsstadt Düren, wohnte aber weiterhin in den Niederlanden.